# TrapGold
TrapGold — второй микстейп австралийской хип-хоп исполнительницы Игги Азалии, выпущенный для бесплатной цифровой загрузки 11 октября 2012 года. Американский диджей и музыкальный продюсер Diplo и 1st Down of FKi являются исполнительными продюсерами проекта, а Азалия и Stix выступили в качестве со-исполнительных продюсеров. Американский рэпер Juicy J стал единственным приглашённым артистом, а сам микстейп сэмплирует отрывки из интервью Сальвадора Дали, Энди Уорхола, Дэвида ЛаШапеля и Райнера Опоку.

## Предыстория и разработка
В августе 2012 года, давая интервью различным изданиям в целях продвижения своего бесплатного цифрового мини-альбома Glory, Азалия раскрыла планы относительно нового проекта в жанре EDM под названием TrapGold. Она сказала: «Это будет очень экспериментальный проект, и я хочу получить от Diplo максимум. У меня назначена дата релиза, но я пока не хочу об этом говорить. Я бы хотела внезапно разместить его в Твиттере в качестве сюрприза». Чувствуя необходимость создавать музыку, которую люди ожидали от неё на том этапе её карьеры, Азалия получила возможность создавать ту музыку, которую она действительно хотела. Игги сказала, что «она не будет звучать как что-либо другое». «Хочу думать, что мой дебютный альбом будет смесью всего. Я очень молода — мне только исполнилось 22 года, и я не так уж долго занимаюсь музыкой. У меня в голове есть звук, и я не знаю, как его воспроизвести. Это пока требует практики, экспериментов и ошибок», — добавила она. «Мне нравится делиться своими экспериментами и ошибками с миром, потому что иногда мир любит ваши ошибки. Я буду продолжать делиться этим путешествием со всеми, потому что в искусстве не может быть совершенства».
Азалия похвалила Diplo и заявила: «На микстейпе будут трэп биты, и это безумие. Также в нём будет меньше повествования. Будет веселее… Треки, под которые можно танцевать. Этот микстейп можно слушать всю дорогу как инструментал. Я могла бы выпустить TrapGold прямо сейчас, без слов, и это уничтожило бы всё, потому что Diplo — гений».
После релиза она размышляла: «Я была так зла и расстроена, именно поэтому микстейп такой агрессивный. Я злилась на людей, которые пытались унизить и оскорбить меня за то, что я была на обложке XXL Freshmen. Мои отношения также рассыпались. После того, как я записала TrapGold, я почувствовала, что выложила всё начистоту. Мой дебютный альбом определённо будет таким же, потому что мне понравилось то, какие чувства у меня вызывало всё это». Азалия также объяснила, почему она тянулась к Южному хип-хопу: «Югу плевать на всё это, и там веселее, там у тебя развивается свой собственный стиль. Когда ты быстро читаешь рэп, это похоже на другой язык. Люди не могут понять всё, что ты говоришь, и для меня это круто не потому, что у тебя могут быть слабые тексты, а потому, что дело в том, как именно ты это говоришь, и в энергии, которая вырывается».
Дизайн обложки микстейпа был выполнен самой Азалией.

## Релиз и промо
28 сентября 2012 года Азалия объявила, что 11 октября выпустит новый микстейп под названием TrapGold, полностью спродюсированный Diplo и FKi, а также представила отрывок из музыкального видео на трек «Bac 2 Tha Future (My Time)» режиссёра Белл Сото. Сото сказал, что видео является «уличным/психоделическим сексуальным путешествием», добавив, что «Игги имела собственное видение направления своей песни, которое было очень простым, с элементами улиц и пальм Лос-Анджелеса». Трек-лист и обложка микстейпа были обнародованы 30 сентября 2012 года и получили похвалу от австралийской певицы Кайли Миноуг. 5 октября 2012 года Азалия представила отрывок трека «Down South».
TrapGold был выпущен 11 октября 2012 года. Игги сказала, что посвятила микстейп своим «преданным поклонникам», которых она называет Азалианами, пояснив: «TrapGold — это проект, который я создала, чтобы вернуть себе то чувство, которое у меня было до встречи с теми мужчинами в костюмах, которые пытались найти все способы высосать из меня жизнь и мою магию». Она объяснила: «Быть молодым и чувствовать себя пуленепробиваемым действительно весело и дерзко. Это как опускать окно своей машины, вытягивать средний палец к солнцу, пока эти люди за своими столами смотрят на вас из высотных офисов… К чёрту их!».
В конце ноября 2012 года в поддержку TrapGold Игги отправилась в небольшой тур по Европе, состоящего из восьми концертов в городах Франции, Великобритании, Ирландии, Испании, Германии, Нидерландов, Бельгии и Германии. Диджеем для всех шоу был FKi.
Микстейп был доступен для бесплатной цифровой загрузки на официальном сайте исполнительницы в течение 2013 года, после выпуска её первого официального сингла «Work» с дебютного альбома. 3 апреля 2013 года Hunger TV выпустили музыкальное видео на трек «Slo.», снятое Рэнкином. Видео было приурочено к свежему выпуску журнала Hunger Magazine, обложку которого украсила артистка.

## Восприятие
Микстейп получил восторженные отзывы от музыкальных критиков. Кэлвин Стовалл из BET поставил работе 4 звезды из 5, заявив: «На этом релизе Азалия демонстрирует значительное улучшение своего флоу. TrapGold определённо является одним из лучших микстейпов 2012 года! Хотя, возможно, нам будет тяжело привыкнуть к тому, как звучит белокурая австралийка читающая под трэп биты, но она имеет невероятную напористость, что просто заставляет нас жадно ожидать её новых релизов!». Vice прокомментировали: «Господи, остановите её! Игги Азалия взрывает всё на своём пути! Оценка 5/5 и никак иначе!». Ник Гуарино из TSIS.com написал: «Это определённо начало чего-то большего для Игги. Думаю, что TrapGold должен оказаться в плейлистах у всех хип-хоп слушателей и любителей электроники».
Роуз Лайла из HNHH прокомментировала: «Прекрасное дополнение к только формирующемуся образу Игги у людей! Девчонка решила вступить в игру по-крупному!». Сэм Лански из Idolator отметил: «Очень жёсткие биты. Упор в эмоции. Это несомненно отличает данный релиз от всех остальных!». MTV Base отозвались: «Невероятное сочетание стремительно развивающегося сейчас „трэп“-звучания и агрессивной, более уверенной чем когда-либо, читки Игги!». На DatPiff TrapGold имеет оценку четыре звезды из пяти, он был загружен более 44 000 раз и получил бронзовую сертификацию, несмотря на то, что изначально его премьера состоялась не на этой платформе.

## Список композиций
| №                   | Название                                    | Продюсер(ы)          | Длительность |
| ------------------- | ------------------------------------------- | -------------------- | ------------ |
| 1.                  | «Intro (Dali)»                              |                      | 0:48         |
| 2.                  | «Yo El Ray»                                 | Diplo Bro Safari FKi | 2:47         |
| 3.                  | «Down South»                                | Diplo FKi            | 4:16         |
| 4.                  | «Demons»                                    | Sleigh Bells Diplo   | 3:26         |
| 5.                  | «Slo.»                                      | Diplo FKi            | 3:46         |
| 6.                  | «Quicktime»                                 | FKi                  | 3:39         |
| 7.                  | «Flexin' & Finessin'» (при участии Juicy J) | FKi Flosstradamus    | 3:26         |
| 8.                  | «1 800 BONE»                                | FKi Diplo            | 3:09         |
| 9.                  | «Bac 2 Tha Future (My Time)»                | FKi Tiësto           | 1:59         |
| 10.                 | «Golddust»                                  | DJ Spinz FKi         | 2:58         |
| 11.                 | «Outro (David LaChapelle)»                  |                      | 0:12         |
| Общая длительность: | Общая длительность:                         | Общая длительность:  | 30:31        |

Примечания
Источник: WhoSampled.
- «Demons» содержит сэмпл песни «Demons» группы Sleigh Bells.
- «Slo.» содержит сэмпл песни «Tuvan» Армин Ван Бюрен.
- «Bac 2 Tha Future (My Time)» содержит сэмпл песни «We Own The Night» исполненной Tiësto, Вольфгангом Гартнером и Luciana.
- «Golddust» содержит сэмпл ремикса песни «Gold Dust» диджея Flux Pavilion исполненной DJ Fresh.